# Појана Валкулуј (Бузау)
Појана Валкулуј (рум. Poiana Vâlcului) насеље је у Румунији у округу Бузау у општини Манзалешти. Oпштина се налази на надморској висини од 442 m.

## Становништво
Према подацима из 2011. године у насељу је живело 114 становника.